# Рогов Іван Васильович
Іва́н Васи́льович Ро́гов (10 (22) серпня 1899, місто Казань — 5 грудня 1949, місто Рига) — радянський військовий політпрацівник, генерал-полковник берегової служби. Член ЦК ВКП(б) в 1939—1949 р. Депутат Верховної Ради СРСР 2-го скликання.

## Життєпис
Народився в родині робітника-кустаря. Жив і навчався в Казані, працював складачем друкарні.
Член РКП(б) з листопада 1918 року.
У 1919 році закінчив Казанську губернську школу суспільних наук.
З квітня 1919 року — в Червоній армії. У роки громадянської війни — політрук роти, політрук батареї на Південно-Західному та Східному фронтах. З квітня 1920 року — військовий комісар санітарної частини 12-ї армії. З грудня 1920 року — військовий комісар санітарного поїзда в Казані, 92-го і 91-го госпіталів у Казані.
У 1921 році — інструктор політичного управління Запасної армії в Приволзькому військовому окрузі, потім — інструктор політичного відділу дивізії. З листопада 1922 року — відповідальний організатор партійної роботи 136-го стрілецького полку 16-ї стрілецької дивізії Приволзького військового округу. З червня 1923 року — військовий комісар караульної роти, з грудня 1923 — помічник начальника головного артилерійського складу з політичної частини, з листопада 1924 року — військовий комісар 6-го окремого понтонного батальйону, з квітня 1926 року — військовий комісар 1-го залізничного полку Ленінградського військового округу.
З листопада 1927 року — військовий комісар 6-го топографічного загону, з березня 1931 року — військовий комісар 3-го геодезичного загону Московського військового округу. З березня 1933 року — командир 3-го топографічного загону Ленінградського військового округу.
З березня 1936 року — начальник 2-го управління військово-топографічних робіт у Харківському військовому окрузі. З грудня 1937 року — військовий комісар 23-ї стрілецької дивізії Харківського військового округу.
З квітня 1938 року — військовий комісар Генерального Штабу РСЧА.
З вересня 1938 року — член Військової ради Білоруського Особливого військового округу. 7 жовтня 1938 року затверджений членом Військової ради при народному комісарові оборони СРСР.
У березні 1939 року був переведений на флот і призначений начальником Головного політичного управління Робітничо-Селянського флоту СРСР — заступником Народного комісара Військово-Морського флоту СРСР, хоча раніше ні дня не служив на флоті. Незабаром йому присвоєне військове звання армійський комісар 2-го рангу.
На цих посадах перебував усю німецько-радянську війну. Займався питаннями партійно-політичної роботи на флоті, зміцненням дисципліни, політичним контролем над діяльністю командування. Одночасно з грудня 1943 по лютий 1944 року був членом Військової Ради Чорноморського флоту.
10 лютого 1946 року обраний депутатом Верховної Ради СРСР 2-го скликання.
У квітні 1946 року звільнений із займаних посад на флоті і направлений у розпорядження Міністра оборони СРСР. З серпня 1946 року — заступник командувача військ Прибалтійського військового округу по політичній частині.
Похований у Москві на Новодівичому цвинтарі.

## Пам'ять
Ім'я Рогова носив великий десантний корабель Балтійського флоту.

## Військові звання
- бригадний комісар (19.04.1938)
- дивізійний комісар (15.09.1938)
- корпусний комісар (9.02.1939)
- армійський комісар 2-го рангу (1.05.1939)
- генерал-лейтенант берегової служби (13.12.1942)
- генерал-полковник берегової служби (25.09.1944)

## Нагороди
- орден Леніна (1945)
- чотири ордени Червоного Прапора (1940, 1944, 1944, 1949)
- орден Ушакова I ступеня (1945)
- орден Нахімова I ступеня (1944)
- орден Червоної Зірки (1936)
- Ювілейна медаль «XX років Робітничо-Селянської Червоної Армії» (22.02.1938)
- медаль «За оборону Москви»
- медаль «За оборону Севастополя»
- медаль «За оборону Кавказу»
- медаль «За перемогу над Німеччиною у Великій Вітчизняній війні 1941—1945 рр.» (1945)
- медаль «За перемогу над Японією» (1945)
- медаль «30 років Радянській Армії та Флоту» (1948)